# Leptogium pellobatum
Leptogium pellobatum är en lavart som beskrevs av Verdon. Leptogium pellobatum ingår i släktet Leptogium och familjen Collemataceae.   Inga underarter finns listade i Catalogue of Life.